# Els meus amics Tigger i Pooh
Els meus amics Tigger i Pooh (My Friends Tigger & Pooh en anglès) és una sèrie de televisió en animació 3-D basat en els llibres de Winnie the Pooh escrits per A.A Milne. En aquesta nova s'incorpora amics a la banda: la Darby una nena pèl-roja de sis anys, en Buster el cadellet de la nena, l'Eriçó, la Tortuga i el Castor. Fou estrenada el 12 de maig del 2007. El tema musical que sona en el començament de cada episodi, en la versió original està escrit i cantat per Kay Hanley.